# Jaime Mayor Oreja
Jaime Mayor Oreja (Sant Sebastià, País Basc, 12 de juliol de 1951) és un polític basc, ex-eurodiputat i Ministre de l'Interior en els governs de José María Aznar.

## Biografia
Va néixer el 12 de juliol de 1951 a la ciutat de Sant Sebastià, capital de la província de Guipúscoa, nebot de l'exministre Marcelino Oreja Aguirre i membre d'una família carlista. Va estudiar enginyeria agrònoma a la universitat.

## Activitat política
El 1977 va participar en el nou projecte polític Demòcrates Independents Bascos, però el fracàs d'aquesta formació política en les primeres eleccions generals el va fer ingressar a la Unió de Centre Democràtic (UCD). En aquesta formació va ocupar el càrrec de Secretari General del partit de Guipúscoa i secretari adjunt de Relacions Internacionals, sent escollit diputat al Congrés dels Diputats en les eleccions generals de 1979.
El 1980 fou escollit parlamentari autonòmic, Conseller de Turisme del Govern preautonòmic i diputat per Guipúscoa. El 1982 va ser designat delegat del Govern d'Espanya al País Basc. En les eleccions autonòmiques de 1984 es presentà a com candidat a lehendakari per Coalició Popular, la marca electoral de la coalició entre Aliança Popular, el Partit Demòcrata Popular i la Unió Liberal, esdevenint portaveu d'aquesta agrupació al Parlament Basc.
L'any 1989 fou nomenat director polític per a la campanya de les eleccions europees del Partit Popular (PP), nova marca d'Aliança Popular, sent nomenat president de la Gestora del PP Al País Basc.
En les eleccions generals al Congrés de 1989 fou escollit diputat, renunciant al seu escó per a presentar-se com a candidat a lehendakari en les eleccions basques de 1990, candidatura que novament encapçalà el 1994.
El 1995, després de l'assassinat per part d'ETA de Gregorio Ordóñez, encapçalà la llista del PP a l'ajuntament de Sant Sebastià, i el 1996 fou nomenat sotssecretari general del partit durant el XII Congrés Nacional. Novament elegit diputat al Congrés en les eleccions generals de 1996, repetí en les eleccions de l'any 2000 i 2004. Amb la victòria del Partit Popular en les eleccions de 1996, i en la formació del primer govern de José María Aznar fou nomenat Ministre de l'Interior, repetint novament en la formació del segon govern, abandonant però el seu càrrec el 28 de febrer de 2001 per presentar-se com a lehendakari, quedant en tercera posició.
Novament diputat al Congrés en les eleccions de 2004, renuncià al seu escó al juliol d'aquell mateix any per esdevenir eurodiputat al Parlament Europeu, càrrec que actualment desenvolupa com a vicepresident del Grup del Partit Popular Europeu.

## Postura davant el franquisme
L'octubre del 2007, en una entrevista concedida a La Voz de Galicia, Mayor Oreja es preguntava per què havia ell de condemnar el franquisme quan aquest formava part de la història d'Espanya i representava a un sector molt ampli d'espanyols. A la mateixa entrevista, l'eurodiputat popular qualificava el franquisme de "situació d'extrema placidesa".

## Corrupció
Segons els anomenats papers de Bárcenas (presumpta comptabilitat B del Partit Popular) publicats pel diari El País, Mayor Oreja hauria rebut un total de 181.440 euros en sobresous amb diners en negre procedents del finançament il·legal del partit.